# Paderno (Ponzano Veneto)
Paderno è la frazione capoluogo del comune di Ponzano Veneto, in provincia di Treviso.
Il toponimo Paternus rileva l'origine dei coloni che ottennero alcune terre da coltivare.

## Storia
Come per le altre frazioni del comune, le origini di Paderno vanno ricercate nell'epoca romana, legandole alla presenza della via Postumia e alla centuriazione del territorio di Treviso. Tutt'oggi alcune strade del paese coincidono con gli antichi cardini e decumani.
Nel 1314 Paderno si trovava sotto la pieve di Postioma, a cui appartenevano anche: Porcellengo, Musano, Posnovo (Signoressa), Merlengo, Paderno, Ponzano, Roncallis e San Pelagio.
Dal punto di vista amministrativo, fu inclusa nel Quartier d'Oltrecagnan, suddivisione del territorio trevisano, e ne rappresentava una regola. Tale sistema fu riorganizzato sotto la Serenissima con l'istituzione della podesteria di Treviso e del quartiere Campagna Inferiore.

## Monumenti e luoghi d'interesse

### Chiesa parrocchiale
Conclusa alla metà dell'Ottocento, con il soffitto di Sebastiano Santi (1838), la pala dell'"Assunta" di Antonio Zanchi (XVII secolo), la pala di Bartolomeo Orioli "La fuga in Egitto" (1603), il quadro dell'"Ultima Cena" (XVII secolo).

### La tomba di Ponzano Veneto
La tomba di Ponzano Veneto è una sepoltura datata attorno al I secolo d.C., rinvenuta a Paderno. Si tratta di un'anfora segata, con all'interno il corredo composto da due ossuari, ed alcuni elementi accessori: una olletta e una coppetta, due vasetti miniaturistici con coperchio e un balsamario. Uno dei due ossuari era chiuso da un disco di lamina bronzea recante la figura della dea clavigera.

## Cultura

### Eventi

#### Palio dei Mezzadri
Nato nel 1990, attraverso le parrocchie coinvolge Merlengo e Ponzano, unendo l'intero territorio comunale. Il territorio è diviso in otto contrade: Barrucchella, Borgo Ruga, Capitel, Centro, Croce Caotorta, Marcà Vecio, Minelli, Sant'Antonio.

## Sport

### Ciclismo
A Paderno si è svolto per trentotto edizioni, fino al 2010, il Circuito di Paderno di Ponzano Veneto, gara dilettantistica vinta, tra gli altri, da Francesco Chicchi, Oscar Gatto, Elia Viviani e Sonny Colbrelli, divenuti poi professionisti.